# لاسميديتان
لاسميديتان أو لازميديتان هو دواء ناهض انتقائي لمستقبل السيروتونين من نوع 5-HT1F، يستعمل في علاج الصداع النصفي.